# Obiekty Twierdzy Modlin

Schemat umocnień Twierdzy Modlin po ostatniej rozbudowie – rok 1915.

Cytadela – twierdza wzniesiona etapami pomiędzy rokiem 1806 a 1883, z niewielkimi późniejszymi zmianami, stanowiąca po 1883 roku jądro – cytadelę fortowej Twierdzy Modlin. Zrąb twierdzy wystawionej z rozkazu Napoleona I w latach 1806–1813 został przebudowany i uzupełniony w latach 1832–1841. Cytadela była modernizowana w latach 1860–70, 1894–1900, 1912–1914, przy czym ostatnie daty dotyczą głównie budowy obiektów zaplecza (koszar, magazynów) i prochowni. Na Cytadelę składają się:
- Cytadela (część główna) – położona na prawym brzegu Narwi i Wisły w dzielnicy Modlin-Twierdza Nowego Dworu Mazowieckiego. XIX-wieczna twierdza składająca się z koszar obronnych, wewnętrznego pierścienia bastionowego i zewnętrznego mieszanego: poligonalno-bastionowego-kleszczowego; liczne budowle zaplecza (budynki koszarowe, prochownie). Wznoszona kolejnymi etapami. Obecnie częściowo w rękach prywatnych, częściowo teren wojskowy, niektóre obiekty opuszczone.
- Przedmoście kazuńskie – położone na lewym brzegu Wisły. Ceglano-ziemne dzieło koronowe. Teren wojskowy.
- Przedmoście nowodworskie – położone u zbiegu Wisły i Narwi. Umocnienie ziemne wraz z ceglaną tzw. Działobitnią „Świętego Michała” oraz Fort „Nad Wisłą” wzniesiony 1883–1888. Istnieją relikty umocnień. Ponadto w tej części twierdzy znajdują się ruiny głównego spichlerza twierdzy.

Wewnętrzny pierścień fortów – wzniesiony w ramach rozbudowy twierdzy w latach 1883–1888. Forty ceglano-ziemne, dwuczołowe, według wzorca F1879. Modernizowane w latach 1894–1900 i 1912–1914.
- Fort I – Zakroczym.
- Fort II – Kosewo.
- Fort III – Pomiechówek.
- Fort IV – Janówek. Później włączony do Grupy Fortowej „Janówek”.
- Fort V – Dębina.
- Fort VI – Czeczotki.
- Fort VII – Cybulice.
- Fort VIII – Stare Grochale.

Zewnętrzny pierścień fortów – wzniesiony w okresie ostatniej rozbudowy twierdzy przez Rosję w latach 1912–1914, umocnienia uzupełniane i wykańczane do roku 1915. Forty wznoszone według wzorców F1909 i F1910, grupy fortowe GF-1908/12, dzieła pośrednie wzorowane na różnych dziełach niemieckich i francuskich z wykorzystaniem myśli rosyjskiej.
- Fort IX – Grochale.
- Dzieło D-1 – Wólka Smoszewska.
- Dzieło D-2 – Trębki Stare.
- Fort X – Henrysin.
- Dzieło D-3 – Strubiny.
- Fort XI – Strubiny.
- Dzieło D-4 – Strubiny.
- Fort XII – Janowo.
- Fort XIII – Błogosławie.
- Dzieło D-5 – Falbogi Borowe.
- Dzieło D-6 – Śniadówko.
- Grupa Fortowa „Goławice” – Goławice. 
  - Dzieło główne – Fort XIV(b)
  - Dzieło pośrednie – koszary obronne.
- Fort XIV – Goławice.
- Grupa Fortowa „Carski Dar” – na północ od Brodów-Parceli. 
  - Dzieło lewoskrzydłowe – koszary obronne.
  - Tradytor artyleryjski.
  - Fort XV.
  - Dzieło prawoskrzydłowe – punkt oporu piechoty (fort XIVb).
- Fort XVI – Czarnowo.
- Dzieło D-7 – Czarnowo.
- Dzieło D-8 – Czarnowo.
- Grupa Fortowa „Janówek” – Janówek. 
  - Dzieło D-9 – Janówek.
  - Fort XVII – Janówek.
- Dzieło D-10 – Janówek.
- Fort XVIII – Boża Wola.

Ponadto wzniesiono liczne prochownie (magazyny amunicyjne), sytuowane pojedynczo bądź w zespołach na zapolach fortów. Wiele odcinków dróg w rejonie twierdzy to dawne drogi forteczne; liczne spośród nich zachowały brukowaną nawierzchnię.
Na terenie Twierdzy znajdują się polskie schrony bojowe: eksperymentalne z początku lat trzydziestych i polowe umocnienia z 1939 roku.
Źródła
- Bochenek Ryszard, Twierdza Modlin, Warszawa 2003, ISBN 83-11-09278-8.
- Bochenek Ryszard, Tysiąc słów o inżynierii i fortyfikacjach, Warszawa 1989, ISBN 83-11-07423-2
- Stanisław Łagowski: Szlakiem twierdz i ufortyfikowanych przedmości. Pruszków: Oficyna Wydawnicza Ajaks, 2005. ISBN 83-88773-96-8. Brak numerów stron w książce